# Era 2
Era 2 é o terceiro álbum do grupo musical Era, lançado em 2000 pela gravadora Mercury (Universal Music). 
Ganhou o disco de platina na França. É um dos maiores sucessos da banda, contendo os singles Divano, Misere Mani e Don't U.
As músicas desse álbum contém um estilo igual ao do antecessor, suas músicas, cantadas em um idioma semelhante ao Latim, pois, a linguagem incorporada pelo grupo é um idioma criado por eles mesmos com base no Latim, revelam traços de dor e paz ao mesmo tempo, mostrando o sentimento bom e ruim dos homens. 

## Faixas
| N.º | Título          | Duração |  |
| 1.  | "Omen Sore"     | 4:39    |  |
| 2.  | "Divano"        | 3:53    |  |
| 3.  | "Devore Amante" | 4:14    |  |
| 4.  | "Sentence"      | 4:55    |  |
| 5.  | "Don't U"       | 3:49    |  |
| 6.  | "Infanati"      | 4:26    |  |
| 7.  | "Madona"        | 4:17    |  |
| 8.  | "Hymne"         | 4:55    |  |
| 9.  | "Misere Mani"   | 4:03    |  |
| 10. | "In Fine"       | 4:22    |  |

## Posições nas paradas musicais
| Parada musical (2000)                | Melhor posição |
| ------------------------------------ | -------------- |
| Alemanha - Media Control Charts      | 12             |
| Áustria - Parada Musical             | 23             |
| Bélgica - Ultratop álbuns (Flandres) | 32             |
| Bélgica - Ultratop álbuns (Valônia)  | 2              |
| Finlândia - Mitä hittiä              | 29             |
| França - SNEP                        | 2              |
| Noruega - VG-lista                   | 10             |
| Países Baixos - MegaCharts           | 13             |
| Suécia - Sverigetopplistan           | 8              |
| Suíça - Schweizer Hitparade          | 4              |